# Methomyl
Methomyl ist ein Pflanzenschutzmittel aus der chemischen Gruppe der Carbamate, Thioether und Imine. Es wird als Insektizid und Nematizid eingesetzt. Das technische Produkt ist eine Mischung von (Z)- und (E)-Isomer und wird auch unter den Handelsnamen Lannate (DuPont) und Nudrin (Shell) vertrieben.

## Geschichte
Methomyl wurde 1966 von DuPont als systemisches und Kontaktinsektizid auf den Markt gebracht.

## Gewinnung und Darstellung
Der Thioester wird durch die Reaktion von Methanthiol mit Essigsäure unter Wasserabspaltung gewonnen:
Die anschließende Umsetzung mit Hydroxylamin liefert das Thio-Imidat:
Methomyl kann durch Reaktion von S-Methyl-N-hydroxythioacetimidat (MHTA) in Methylenchlorid mit gasförmigen Methylisocyanat bei 30–50 °C gewonnen werden:

## Verwendung
Methomyl wird als Insektizid und Nematizid eingesetzt und wirkt durch Hemmung der Cholinesterase.

## Zulassungsstatus
Gemäß europäischer Gesetzgebung (Richtlinie 98/8/EG vom 16. Februar 1998 über das Inverkehrbringen von Biozid-Produkten) und mit Entscheid vom 14. August 2007 liegt ein Entscheid vor, den Wirkstoff Methomyl nicht in die entsprechende Liste (Anhang I/IA der Richtlinie 98/8/EG) für Biozidprodukte aufzunehmen. Die Abgabe von Biozidprodukten, die den Wirkstoff Methomyl enthalten, ist somit in der EU für Insektizide (Produktart 18) nicht mehr erlaubt. Die Schweiz hat diese Bestimmung übernommen. 
In Deutschland, Österreich und der Schweiz sind keine Pflanzenschutzmittel mehr zugelassen, die diesen Wirkstoff enthalten.
Obwohl der Einsatz in Deutschland verboten war, wurden 2005 Rückstände davon in deutschem Gemüse nachgewiesen.

## Nachweis
Methomyl kann durch verschiedene chromatographische Verfahren (HPLC und GC) nachgewiesen werden.